# Monetazione della Repubblica Elvetica
La monetazione della Repubblica Elvetica riguarda le monete coniate dalle autorità della Repubblica Elvetica, uno stato che fu presente nell'attuale territorio della Svizzera, dal 1798 al 1803.

## Storia
In Svizzera fino al 1798 l'emissione di monete era rimasto privilegio di molte e varie autorità: cantoni, città, signori feudali laici ed ecclesiastici.
Con la creazione da parte dei francesi della Repubblica Elvetica per la prima volta, dalla fine dell'impero romano, fu introdotta un'unica moneta per tutto il territorio Svizzero, cui fu dato il nome di "Franken", che sostituiva le varie monete cantonali svizzere.
Fu scelta il sistema monetario che era già in uso a Basilea, Soletta e Berna, utilizzando il piede bernese che prevedeva un Franken da 0,476 (900/1000) grammi d'oro a fronte dei 0,323 (900/1000) del Franco francese.
Le monete erano ancora di tipo moderno anziché contemporaneo, cioè il tondello era più largo (e meno spesso) rispetto alle monete che gli altri paesi europei avevano iniziato a coniare nello stesso periodo.
I legislatori del tempo posero una cura particolare per eliminare le monete dei paesi in guerra con la Francia.
La legge del 19 marzo 1799 fissò le modalità di emissione nella Repubblica Elvetica:
1. Le droit de battre monnoie appartient exclusivement à l'Etat.
2. L'argent fin sera la base du système monétaire et de la valeur des espèces.
3. La trente-septième partie d'un marc d'argent fin contenu dans les grosses monnoies frappées au coin Helvétique, s'appellera franc de Suisse, et sera l'unité du système monétaire de l'Helvétie.
4. Le franc de Suisse est divisé en dix parties qui porteront le nom de batz, et le batz en dix sub-divisions qui seront appelées rappes.
5. A dater de la promulgation de la présente Loi, toutes les comptabilités publiques nouvellement à établir, tous les contrats de l'Etat ou envers l'Etat, et toutea les sommes qui seroient déterminées par des Loix , Décrets et sentences seront désignées par franc, batz et rappes.
6. Toutes les monnoies d'argent mises en circulation par l'Etat pour la valeur d'un franc de Suisse et en sus, seront fabriquées de manière que trente et sept francs contiendront toujours et sans altération, un marc d'argent fin.
7. Ne sont point comprises dans ce système monétaire toutes les espèces au-dessous d'un franc de Suisse. Le Directoire Exécutif est chargé de fixer les régies pour leur fabrication et émission, ainsi que pour l'alliage nécessaire pour les espèces d'argent.
8. L'or monnoyé au type Helvétique sera fabriqué à vingt-et-un karats et vingt-et deux trente-deuxièmes.
9. Le Directoire Exécutif est chargé de publier de temps à autre, autant que l'exigera la variation de la valeur dans les espèces d'or, le prix auquel les espèces d'or ayant cours dans l'Helvétie, pourront être reçues à la Trésorerie de la République.
10. Lorsqu'on livrera de l'or aux hôtels de monnoies Helvétiques , on pourra exiger des espèces d'or en payement, sous la retenue de cinq pour mille pour les fraix de fabrication , pourvu que cet or soit au titre fixé par le § 8. de la présente Loi pour les espèces d'or au coin Helvétique , sans quoi il sera retenu encore la moindre valeur et le prix de l'affinage ; à cet effet, le Directoire invitera les Conseils Législatifs à fixer la valeur des monnoies d'or qu'on frappera quand les circonstances exigeront une telle fabrication.
11. Toutes les monnoies rognées de quelle espèce que ce soit, ainsi que toutes les monnoies étrangères dont l'empreinte est effacée , sont désormais mises hors de circulation , et personne n'est tenu à les recevoir en payement.
12. Toutes les espèces d'or, d'argent ou de billon frappées jusques à présent en Helvétie , ainsi que les monnoies étrangères qui y circulent, seront taxées de nouveau , et leur valeur publiée par une Loi.»

1. Il diritto di battere moneta appartiene esclusivamente allo Stato.
2. L'argento fine sarà la base del sistema monetario e del valore delle monete.
3. La trentasettesima parte di un marco d'argento fino contenuto nelle grandi monete del conio elvetico, si chiamerà franco della Svizzera, e sarà l'unità del sistema monetario dell'Elvezia.
4. Il franco della Svizzera è diviso in dieci parti che porteranno il nome di batz, e il batz in dieci  sotto-divisioni che saranno chiamate rappe.
5. A datare dalla promulgazione della presente Legge, tutti la nuova contabilità pubblica, tutti i contratti dello Stato o con lo Stato, e tutti gli importi che saranno determinati da Leggi, Decreti e sentenze saranno designati in Franchi, batz e rappe.
6. Tutte le monete d'argento messe in circolazione dallo Stato dal valore di un franco di Svizzera e in su sarà costruito in modo che trentasette franchi conterranno sempre e senza alterazione, un marco di argento fino.
7. Non sono incluse in questo sistema monetario tutte le specie al di sotto di un franco di Svizzera. Il Direttorio esecutivo è responsabile per la fissazione delle regole per la loro produzione e di emissione, così come per la lega necessaria per i pezzi d'argento.
8. L'oro monetato al tipo elvetico sarà prodotto a ventuno carati e ventidue trentaduesimi.
9. Il Direttorio esecutivo è incaricato di pubblicare di volta in volta, a quanti lo richiedono la variazione del valore delle monete d'oro, il prezzo con cui le monete d'oro che circolano in Elvezia, potranno essere ricevute dalla Tesoreria della Repubblica.
10. Quando si consegnerà dell'oro alle zecche elvetiche, si potranno esigere delle monete d'oro in pagamento, con sotto la ritenuta del cinque per mille per le spese di lavorazione, a condizione che questo oro sia al titolo fissato dal § 8. della presente Legge per le moneta d'oro di coniazione elvetica, altrimenti sarà ritenuto anche il minor valore e il prezzo di raffinazione; per questo scopo, l'esecutivo inviterà i Consigli Legislativi a determinare il valore delle monete d'oro che saranno coniate quando le circostanze richiederanno una tale fabbricazione.
11. Tutte le monete erose di qualsiasi tipo che sia, e tutte le monete estere la cui impronta sia cancellato, sono ora messe fuori dalla circolazione, e nessuno sarà tenuto a riceverle in pagamento.
12. Tutte le monete tipi di oro, argento o rame coniate fino ad oggi in Elvezia, come anche le monete straniere che circolano, saranno tassate di nuovo[3], e il valore pubblicato da una Legge.»

(Legge del 19 marzo 1799)
La Repubblica Elvetica emise monete dal 1799 al 1803, prima della sostituzione dalle  monete cantonali svizzere
Le zecche erano collocate a Berna (segno di zecca B), Basilea (BA) e Soletta ( S).
L'Atto di Mediazione del 1803 segnò la fine della Repubblica Elvetica, e dunque della produzione delle sue monete.
I pezzi che erano simili alle nuove monete cantonali, rimasero ancora in circolazione dopo la fine della Repubblica Elvetica, e furono ufficialmente ritirati dalla circolazione, con l'entrata in vigore del Concordato, nel 1825.
Nel 1998, lo Swissmint ha battuto un pezzo da 20 franchi in argento per commemorare i 200 anni della Repubblica Elvetica.

## Emissioni
Quadro riassuntivo:
- Oro

32 Franken (o doppio doblone)
16 Franken (o doblone)
- Argento

4 Franken (o Neuthaler o 40 Batzen)
20 Batzen (= 2 Franken)
10 Batzen (= 1 Franken)
5 Batzen (= 1/2 Franken)
- Biglione

Batzen (= 1/10 di Franken)
1/2 Batzen
Rappen (= 1/100 di Franken)

### Monete
| Immagine | Valore     | Lega     | Diametro (mm) | Spessore (mm) | Massa (g) | Dritto | Rovescio | Tiratura | Sinonimi                                  | Anno di coniazione     |
| -------- | ---------- | -------- | ------------- | ------------- | --------- | ------ | -------- | -------- | ----------------------------------------- | ---------------------- |
|          | 32 Franken | Oro      |               |               |           |        |          |          | (fr) Louis d'or double (de) Doppeldublone | 1800                   |
|          | 16 Franken | Oro      |               |               | 7,61      |        |          |          | (fr) Louis d'or simple (de) Dublone       | 1800                   |
|          | 40 Batz    | Argento  |               |               |           |        |          |          | (fr) Ecu neuf (de) Neutaler               | 1798, 1799, 1801       |
|          | 20 Batz    | Argento  |               |               |           |        |          |          | Demi-ecus, petit-écu                      | 1798, 1799             |
|          | 10 Batz    | Argento  |               |               |           |        |          |          |                                           | 1798, 1799, 1801       |
|          | 5 Batz     | Argento  |               |               |           |        |          |          |                                           | 1799, 1800, 1802       |
|          | 1 Batz     | Biglione |               |               |           |        |          |          |                                           | 1799, 1803             |
|          | ½ Batz     | Biglione |               |               |           |        |          |          |                                           | 1799, 1800, 1802, 1803 |
|          | 1 Rappe    | Biglione |               |               |           |        |          |          |                                           | 1800 - 1802            |